# SPUFI
SPUFI (SQL Processing Using File Input) bezeichnet ein SQL-Statement, welches nicht in ein Programm eingebettet, sondern über eine Datei oder eine manuelle Eingabe abgesetzt wird.
Am IBM Mainframe gibt es ein gleichnamiges Tool, das es ermöglicht, interaktiv Datenbankstrukturen zu ändern, SQL-Statements zu editieren, auszuführen und die Ergebnisse aufbereitet anzuzeigen.
Siehe auch: Interactive System Productivity Facility